# Pacal tepezcuintle
Espèce
Synonymes
- Stenochrus tepezcuintle Armas & Cruz López, 2009

Pacal tepezcuintle est une espèce de schizomides de la famille des Hubbardiidae.

## Distribution
Cette espèce est endémique d'Oaxaca au Mexique. Elle se rencontre sur le Cerro Tepezcuintle à San Miguel Soyaltepec.

## Description
La femelle holotype mesure 3,00 mm, le mâle mesure 2,55 mm et les femelles de 2,80 à 3,55 mm.

## Étymologie
Son nom d'espèce lui a été donné en référence au lieu de sa découverte, le Cerro Tepezcuintle

## Publication originale
- Armas & Cruz López, 2009 : Especie nueva de Stenochrus (Schizomida: Hubbardiidae) de Oaxaca, México. Solenodon, vol. 8, p. 20-24 (texte intégral).